# قلنسوي أزغب
قلنسوي أَزغب (الاسم العلمي: Mycena lanuginosa) هو نوع من الفطريات يتبع جنس القلنسوي من الفصيلة القلنسوية.